# Les Simpson rencontrent la famille Bocelli dans Feliz Navidad
Pour plus de détails, voir Fiche technique et Distribution.
Les Simpson rencontrent la famille Bocelli dans Feliz Navidad (The Simpsons Meet the Bocellis in "Feliz Navidad" en version originale) est un court métrage d'animation américain mettant basé sur la série télévisée d'animation Les Simpson.

## Distribution
- Dan Castellaneta : Homer Simpson et Petit Papa Noël
- Julie Kavner : Marge Simpson
- Nancy Cartwright : Bart Simpson, Maggie Simpson et Mickey Mouse
- Yeardley Smith : Lisa Simpson
- Andrea Bocelli : lui-même
- Matteo Bocelli : lui-même
- Virginia Bocelli : elle-même